# 西堤码头
西堤码头，位于广州市越秀区长堤大马路南方大厦对出江面。码头用两片白帆撑起，远远望去，就像一只腾起的船帆，于2001年11月改建而成。

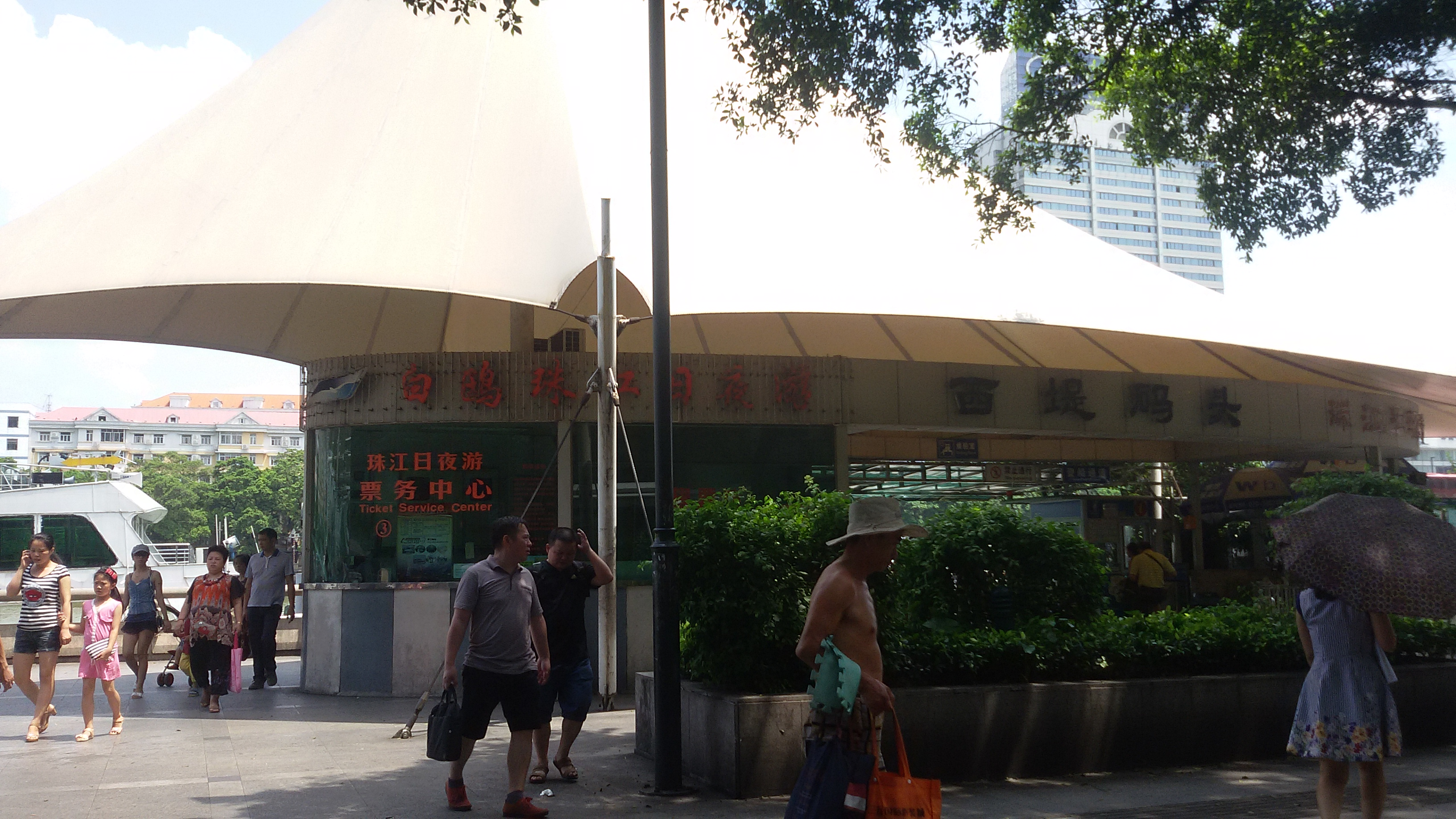
西堤碼頭

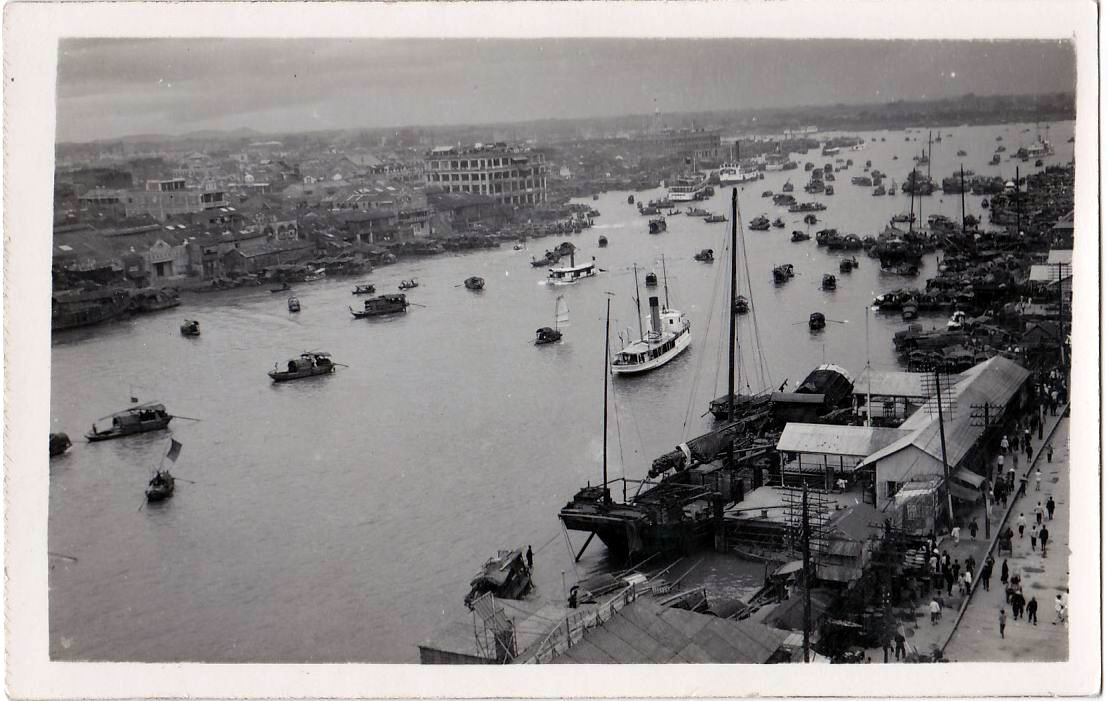
1930年代的西堤碼頭

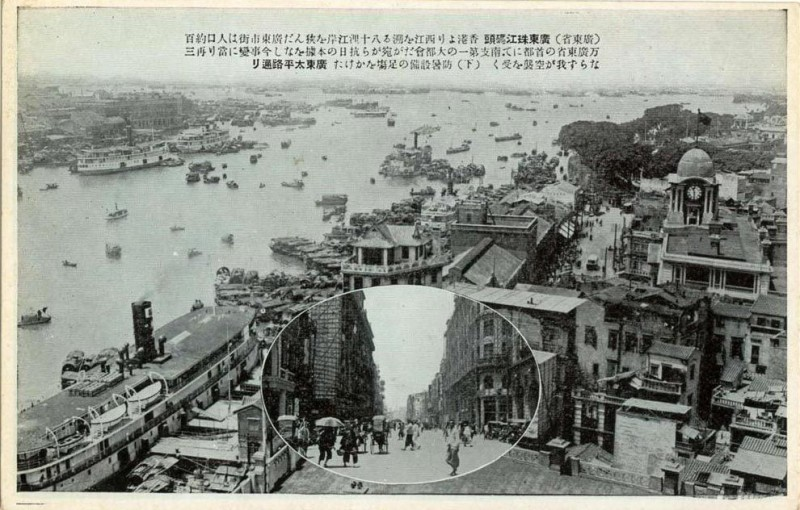
1940年代的西堤碼頭

## 邻近地点
- 中山大学孙逸仙纪念医院
- 亲水平台（长堤）
- 长堤大马路
- 沿江西路
- 大同酒家

### 码头位置
- 以下码头位置列表仅用于显示位置用，各码头间没有航线联络。